# Anna Jókaiová
Anna Jókaiová (24. listopadu 1932 Józsefváros, Budapešť – 5. červen 2017 Budapešť) byla maďarská spisovatelka. Publikovala od roku 1968.

## Dílo v češtině
- Ne féljetek, 1998; česky Nebojte se, 2002, překlad Anna Valentová